# Микели, Данте
Данте Микели (итал. Dante Micheli, 10 февраля 1939, Мантуя, Ломбардия — 10 июня 2012, Мантуя, Ломбардия) — итальянский футболист, полузащитник. По завершении игровой карьеры — спортивный функционер.
Обладатель Кубка Кубков УЕФА и Кубка Италии.

## Биография

### Клубная карьера
Родился 10 февраля 1939 года в Мантуе, взрослую карьеру начал в местной команде «Мантова» в 1955 году. В составе клуба играл вплоть до 1959 года, приняв за этот период участие в 104 играх чемпионата и забив 38 голов. В 1959 году с игроком подписал контракт клуб Серии А СПАЛ.
В коллективе из Феррары спортсмен не сумел полностью раскрыться, сыграв лишь 34 матча и отметившись одним голом. В 1960 году Микели перешел в «Фиорентину». В составе «фиалок» полузащитник провел 14 матчей в высшей лиге национального первенства, в которых сумел забить один мяч, а также выиграл национальный Кубок.
На международной арене вместе с флорентийцами Микели стал обладателем Кубка кубков УЕФА, в финальном матче турнира «Фиорентина» победила шотландский «Рейнджерс» со счетом 4:1. В период с 1961 по 1964 годы Микели вновь выступал в СПАЛе, забив 10 голов в 82 матчах.
В 1962 году футболист вместе с командой дошёл до финала Кубка Италии, в котором его клуб со счетом 1:2 уступил «Наполи», автором единственного гола феррарцев стал Микели. В дальнейшем Данте выступал в «Фодже» и «Мантове», где и завершил карьеру в 1973 году.

### Спортивный функционер
После завершения игровой карьеры с середины 1970-х до середины 1990-х годов работал на руководящих должностях в ряде итальянских футбольных клубов, в 1994 году помогал восстанавливать «Мантову» после банкротства и вылета в региональный чемпионат, отвечал за развитие молодежной академии команды.

### Карьера в сборной
В 1960 году Микели провел один матч в составе молодежной сборной Италии, результативностью не отметился. Более в сборной не играл.